# A fiúknak – Örökkön örökké
A fiúknak – Örökkön örökké (eredeti cím: To All the Boys: Always and Forever) 2021-ben bemutatott amerikai romantikus filmvígjáték, amelyet Katie Lovejoy forgatókönyvéből Michael Fimognari rendezett, Jenny Han Örökkön örökké: Lara Jean című regénye alapján. A 2020-as A fiúknak – Utóirat: Még mindig szeretlek című film folytatása. A főbb szerepekben Lana Condor és Noah Centineo látható.
A filmet 2021. február 12-én mutatták be a Netflixen. Általánosságban pozitív visszajelzéseket kapott a kritikusoktól.

## Cselekmény
Lara Jean Covey, testvérei, Kitty és Margot, édesapja, Dan és szomszédja, Trina Rothschild kíséretében Szöulba látogat a tavaszi szünetre. Újra eszébe jut édesanyja, amikor megtalálja a lakatot, amelyet édesanyja egy hídon hagyott, hogy emlékezzen Dan iránti szerelmére, és sikerül elolvasnia a hozzá tartozó üzenetet, amely így szól: „életem végéig”. Hazatérve megemlíti barátjának, Peter Kavinsky-nak, hogy kettejüknek sosem volt igazán romantikus találkozásuk, amit Peter hitetlenkedve fogad, mert ő nagyon is jól emlékszik az első találkozásukra. Nincs közös daluk sem, ezért Peter dalokat kezd el keresni. Izgatottan várja a Stanford Egyetemre való jelentkezés eredményét, hogy Peterrel egy egyetemre járhasson. Miközben Dan és Trina kapcsolata egyre komolyabbá válik, és a család elkezdi tervezni a közelgő esküvőjüket, Lara Jean csalódik, amikor felveszik azokba az egyetemekbe, ahová a legesélyesebb volt – Kalifornia, Berkeley és New York – de a Stanfordra nem.
Kezdetben a Berkeley felé hajlott, hogy közelebb lakjon Peterhez, de miután egy iskolai kirándulás során megtetszett neki New York, úgy döntött, oda megy főiskolára. Lara Jean elmagyarázza döntését Peternek, de a lány csalódottsága érezhető, ezért a fiú úgy dönt, a szalagavató estéjén szakít vele, hogy megkímélje magát az elkövetkező hónapokban várható szívfájdalomtól. Lara Jean kívánságát tiszteletben tartva Peter kihagyja Dan és Trina esküvőjét. Az esküvői ünnepség után Kitty összeesküvést sző Peterrel, hogy találkozót szervezzenek közte és Lara Jean között az esküvői sátor alatt. Lara Jean az évkönyvében talál egy levelet Petertől, amelyben írásban beszámol a hatodik osztályban történt első találkozásukról, és javasolja, hogy a Stanford és New York közötti 4800 kilométeres távolság ellenére örökké szeressék egymást. Peter megjelenik, és megkéri, írja alá, amire a lány boldogan bólint. A film végén Lara Jean elgondolkodik azon, hogy Peterrel együtt akar lenni, függetlenül a filmekben és a sztereotípiákban megjelenő távolsági kapcsolatokról szóló véleményekről. Optimista marad, és úgy gondolja, a távolság lehetőséget ad nekik arra, hogy továbbra is szerelmes leveleket írjanak egymásnak.

## Szereplők
| Szerep           | Színész            | Magyar hang     |
| ---------------- | ------------------ | --------------- |
| Lara Jean Covey  | Lana Condor        | Csifó Dorina    |
| Peter Kavinsky   | Noah Centineo      | Bogdán Gergő    |
| Margot Covey     | Janel Parrish      | Mentes Júlia    |
| Kitty            | Anna Cathcart      | Engel-Iván Lili |
| Dr. Dan Covey    | John Corbett       | Czvetkó Sándor  |
| Trina Rothschild | Sarayu Blue        | Nádasi Veronika |
| Christine        | Madeleine Arthur   | Molnár Ilona    |
| Trevor Pike      | Ross Butler        | Jakab Márk      |
| Genevieve        | Emilija Baranac    | Györfi Laura    |
| Heather          | Sofia Black-D'Elia | Antóci Dorottya |
| Mr. Kavinsky     | Henry Thomas       | Harmath Imre    |
| Dae              | Cson Hojong        | Bauer Gergő     |

### Magyar változat
- Magyar szöveg: Faludi Katalin
- Hangmérnök: Tóth Péter Ákos
- Vágó: Kajdácsi Brigitta
- Gyártásvezető: Kablay Luca
- Szinkronrendező: Nikodém Zsigmond

A szinkront a Mafilm Audio Kft. készítette el.

## A film készítése
A producerek még az Utóirat: Még mindig szeretlek forgatása közben megkezdték az Örökkön örökké munkálatait, Katie Lovejoyt bízták meg a forgatókönyv megírásával Han harmadik regénye alapján, a rendezést ismét Michael Fimognari kapta. A forgatás 2019. július 15-én kezdődött Vancouverben (Brit Columbia), két hónappal a második film forgatásának befejezése után, bár a produkciót hivatalosan csak 2019 augusztusában jelentették be.

### Zene
A film zenéje, 2021. február 12-én jelent meg digitális formában a Capitol Records kiadásában To All the Boys: Always and Forever (Music from the Netflix Film) címmel.

## Bemutató
A filmet 2021. február 12-én mutatták be. A bemutató hétvégéjén a legnézettebb film volt, a második hétvégéjén pedig a negyedik legnézettebb. A Netflix jelentése szerint a filmet az első negyedévben 51 millió háztartás nézte meg.